# C/2015 H1 Bressi
C/2015 H1 Bressi è una cometa periodica appartenente alla famiglia delle comete halleidi; la cometa è stata scoperta il 20 aprile 2015 dall'astronomo statunitense Terrence H. Bressi. Unica particolarità della cometa è di avere una piccola MOID col pianeta Nettuno.